# عبدالرئوف الغریسی
عبدالرئوف الغریسی (انگلیسی: Abderraouf Laghrissi؛ زادهٔ ۱۹۴۵) بازیکن بسکتبال اهل مراکش بود. وی عضو تیم ملی بسکتبال مراکش در بازی‌های المپیک تابستانی ۱۹۶۸ بوده‌است.